# Neil Arnott

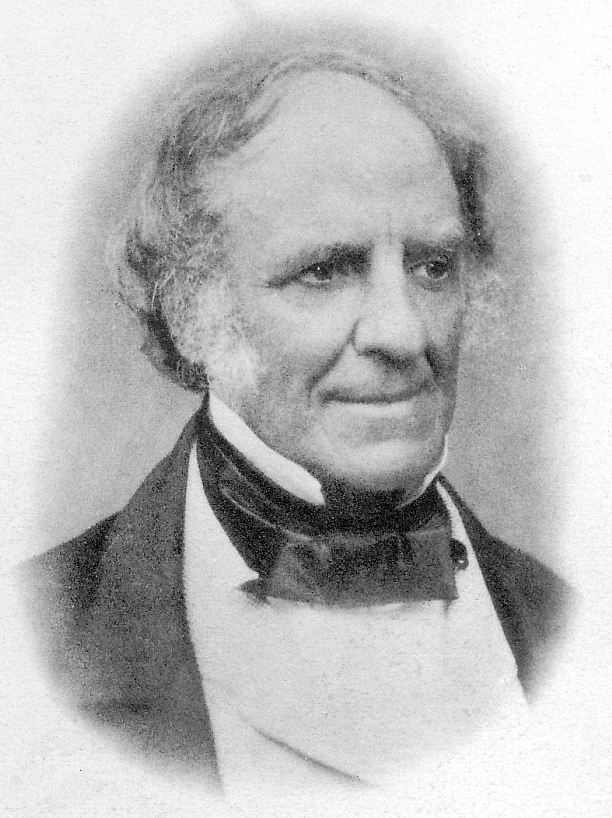
Neil Arnott.

Neil Arnott (Arbroath, 15 mei 1788 – Londen, 2 maart 1874) was een Schotse geneesheer en uitvinder.
Neil Arnott studeerde aan het Marischal College in Aberdeen en aanvullend kreeg hij een opleiding in Londen van Sir Everard Home (1756-1832), van wie hij op negentienjarige leeftijd ervaring in chirurgie opdeed. Hij maakte twee reizen naar China waar hij als chirurg in dienst was van de Britse Oost-Indische Compagnie, waarna zich in Londen vestigde en er een praktijk onderhield van 1811-1854. Hij verwierf zich in korte tijd een hoge reputatie in zijn beroep als chirurg. Hij doceerde aan het Philomathic Institution en publiceerde in 1827 zijn Elements of physics. Hij was voorts een van de stichters van de University of London, 1836. Binnen enkele jaren werd hij benoemd tot chirurg van Franse en Spaanse ambassades en in 1837 werd hij buitengewoon chirurg van de Engelse koningin. Hij werd vervolgens in 1838 gekozen tot de "Fellow of the Royal Society" (FRS) en werd daarmee een invloedrijk raadgever van de wetenschap. 

## Publicaties

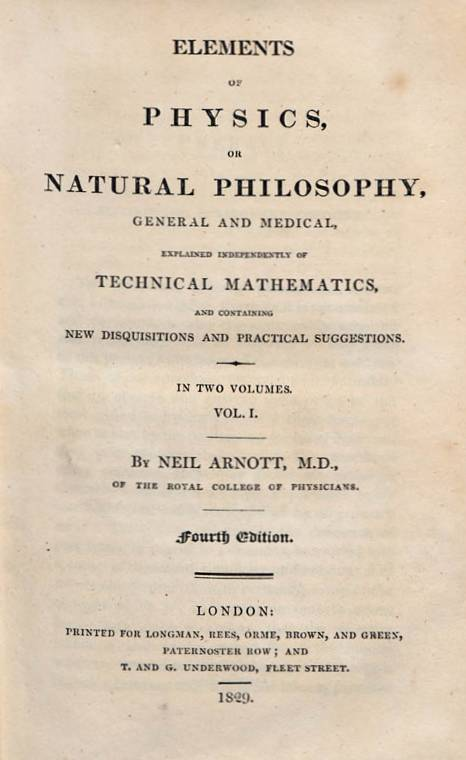
Elements of physics, 1829

Neil Arnott was de auteur van diverse publicaties gebaseerd op fysische wetenschappen en de toepassingen hiervan. Het belangrijkste was zijn Elements of physics (1827),  waarvan tijdens zijn leven zes edities verschenen. In 1838 publiceerde hij een verhandeling over 'verwarming en ventilatie' en in 1855 over een 'rookvrije stookruimte'.

## Uitvindingen
In zijn jonge jaren had Arnott een intensieve voorliefde voor natuurlijke wijsbegeerte hetgeen voor hem een goede basis was voor zijn latere beroep. Een van de resultaten hiervan was zijn uitvinding uit 1832, het Arnott waterbed, dat later zich ontwikkelde in een watergevulde stoel die werd gebruikt tegen zeeziekte. Andere uitvindingen zijn de Arnott ventilator en de Arnott stoof.
- Gemeinsame Normdatei: 117662941
- International Standard Name Identifier: 0000 0000 5533 368X
- Library of Congress Control Number: no89015927
- Nationale Bibliotheek van Tsjechië: nlk20000078630
- Nationale Bibliotheek van Israël: 987007383782605171
- Nederlandse Thesaurus van Auteursnamen: 070353603
- SNAC: w6dr61v1
- Système universitaire de documentation: 106036297
- Trove: 1506524
- Virtual International Authority File: 13090398
- WorldCat: E39PBJhRCbR7YXfDTyxmGKvPwC